# Championnat d'Irlande du Nord féminin de football 2013
Navigation
Édition précédente Édition suivante
La saison 2013 du Championnat d'Irlande du Nord féminin de football Women's Premier League  est la dixième saison du championnat. Le Crusaders Newtownabbey Strikers Women’s Football Club vainqueur de l’édition précédente remet son titre en jeu.

## Clubs participants
| \| Ballymena United Allstars Belfast: · Glentoran · Crusaders · Linfield Ladies · Newbridge Predators · Cliftonville Ladies Mid-Ulster Ladies Fermanagh Mallards \| Localisation des clubs engagés dans le championnat. |
| Ballymena United Allstars Belfast: · Glentoran · Crusaders · Linfield Ladies · Newbridge Predators · Cliftonville Ladies Mid-Ulster Ladies Fermanagh Mallards                                                           |

Ce tableau présente les huit équipes qualifiées pour disputer le championnat 2013. 
| Club                                                  | Stade                                 | Capacité | Ville          |
| ----------------------------------------------------- | ------------------------------------- | -------- | -------------- |
| Ballymena United Allstars Football Club               | The Showgrounds                       | -        | Ballymena      |
| Cliftonville Ladies                                   | -                                     | -        | Belfast        |
| Crusaders Newtownabbey Strikers Women’s Football Club | Seaview                               | 3 383    | Belfast        |
| Fermanagh Mallards Ladies Football Club               | Ferney Park                           | -        | Ballinamallard |
| Glentoran Belfast United                              | Billy Neill Playing Field (Terrain 2) | -        | Belfast        |
| Linfield Ladies Football Club                         | Billy Neill Playing Field (Terrain 1) | -        | Belfast        |
| Mid Ulster Ladies Football Club                       | Mid Ulster Sports Arena               | -        | Cookstown      |
| Newbridge Predators Women's Football Club             | Victoria Park                         | 1 000    | Belfast        |

## Classement
| Rang | Équipe                            | Pts | J  | G | N | P  | Bp | Bc | Diff |
| ---- | --------------------------------- | --- | -- | - | - | -- | -- | -- | ---- |
| 1    | Glentoran Belfast United          | 30  | 12 | 9 | 3 | 0  | 41 | 6  | +35  |
| 2    | Crusaders Newtownabbey Strikers T | 24  | 12 | 7 | 3 | 2  | 30 | 12 | +18  |
| 3    | Ballymena Utd Allstars            | 18  | 12 | 5 | 3 | 4  | 18 | 21 | -3   |
| 4    | Linfield Ladies                   | 17  | 12 | 5 | 2 | 5  | 27 | 22 | +5   |
| 5    | Mid-Ulster Ladies                 | 15  | 12 | 4 | 3 | 5  | 26 | 27 | -1   |
| 6    | Cliftonville Ladies P             | 13  | 12 | 4 | 1 | 7  | 15 | 32 | -17  |
| 7    | Newbridge Predators               | 1   | 12 | 0 | 1 | 11 | 13 | 50 | -37  |
| 8    | Fermanagh Mallards                | 0   | 8  | 0 | 0 | 8  | 2  | 65 | -63  |

## Bilan de la saison
| Championnat d'Irlande du Nord féminin de football 2013        |                                     |
| Champion                                                      | Glentoran Belfast United (6e titre) |
| Dauphin                                                       | Crusaders Newtownabbey Strikers     |
| Qualifications continentales                                  |                                     |
| Ligue des champions féminine de l'UEFA 2014-2015              | Glentoran Belfast United            |
| Promotions et relégations                                     |                                     |
| Promus en Championnat d'Irlande du Nord féminin de football   |                                     |
| Relégués en Championnat d'Irlande du Nord féminin de football |                                     |